# Monaco i olympiska sommarspelen 1984
Monaco deltog i de olympiska sommarspelen 1984 med en trupp bestående av 8 deltagare. Ingen av landets deltagare erövrade någon medalj.

## Bågskytte
- Gilles Cresto

## Fäktning
Herrarnas sabel
- Olivier Martini